# Nebentaneb
Nebentaneb (Nebtaneb, « Seigneur de toutes les terres »), est un fils de Ramsès II.

## Biographie
Nebentaneb, dont le nom est mentionné sur un ostracon au Caire, occupa différents postes administratifs après une brève carrière militaire.